# Willi Marxsen

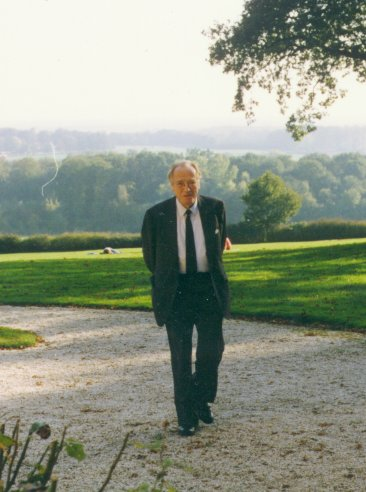
Willi Marxsen, ca. 1989, in der Pause einer neutestamentlichen Sozietät im Park des Landheimes „Haus Rothenberge“ der Universität Münster
(Privatfoto)

Willi Marxsen (* 1. September 1919 in Kiel; † 18. Februar 1993 in Münster, Westfalen) war ein deutscher evangelischer Theologe und Professor für Neutestamentliche Einleitungswissenschaft und Theologie an der Westfälischen Wilhelms-Universität Münster.

## Biografie
Willi Marxsen studierte 1945–1948 an der Christian-Albrechts-Universität zu Kiel Evangelische Theologie. Für seine Promotion 1948 verfasste er die Dissertation Die Einsetzungsberichte zum Abendmahl. 1949–1953 war er zunächst Vikar und anschließend Pastor an der Kirche St. Aegidien in Lübeck. 1953–1956 war Marxsen Studieninspektor am Predigerseminar in Preetz.
Willi Marxsen habilitierte sich 1954 mit der Schrift Der Evangelist Markus. Studien zur Redaktionsgeschichte des Evangeliums, die 1956 veröffentlicht wurde.
Im Jahre 1956 wechselte Marxsen an die Kirchliche Hochschule Bethel, an der er eine Professur für Neues Testament innehatte und an die er für das WS 1984/85 noch einmal für ein Gastsemester zurückkehrte.
1961 folgte Marxsen einem Ruf nach Münster an die Westfälische Wilhelms-Universität. Dort war Professor Marxsen bis zu seiner Emeritierung im Jahre 1984 Inhaber eines Lehrstuhls für Neutestamentliche Einleitungswissenschaft und Theologie.
1963 wurde Marxsen Ehrendoktor der Christian-Albrechts-Universität zu Kiel („D. theol.“), die Universität Dubuque in Iowa, USA, verlieh ihm die Würde eines Ehrendoktors („Doctor of Divinity, Honorary Degree“) im Jahre 1987.
Auch nach seiner Emeritierung widmete sich Willi Marxsen der Lehre und Forschung, hielt Vorlesungen und Seminare, veröffentlichte und ging auf Vortragsreisen.

## Theologie
Willi Marxsens im Jahre 1956 veröffentlichte Habilitationsschrift Der Evangelist Markus. Studien zur Redaktionsgeschichte des Evangeliums machte den Autor neben Hans Conzelmann und Günther Bornkamm zum eigentlichen Initiator der redaktionsgeschichtlichen Methode innerhalb der deutschsprachigen und internationalen Exegese. Der Begriff Redaktionsgeschichte geht auf Marxsen zurück und wird z. B. im englischen, französischen, italienischen und spanischen wissenschaftlichen Sprachgebrauch als Fachbegriff nicht übersetzt, sondern auch als Redaktionsgeschichte bezeichnet. Marxsens Anliegen dabei war es, die vorfindlichen neutestamentlichen Schriften auf das Wirken von Redaktoren hin zu untersuchen, die mit eigenen theologischen Positionen Texte oder Textsammlungen zusammengeführt, bearbeitet und dabei in ihrer Aussage verändert haben. Die Endfassungen der neutestamentlichen Schriften sah Marxsen als von Redaktoren mit eigenen theologischen Interessen komponierte Werke.
Willi Marxsen lenkte ausgehend von der von ihm äußerst kritisch gesehenen Frage nach dem „historischen Jesus“ (Leben-Jesu-Forschung) das Augenmerk besonders auf die Auferstehungsthematik. Hier führte er die Differenzierung zwischen dem „Jesus-Kerygma“ und dem „Christus-Kerygma“ ein. In dieser Position unterschied er sich von Rudolf Bultmann. Bultmann sah den Beginn des Christentums erst nach Kreuzigung und Auferstehung Jesu (Christus-Kerygma), für Marxsen gab es eine ungebrochene Kontinuität zwischen dem durch das Wirken des Menschen Jesus schon zu dessen Lebzeiten hervorgerufenen Glauben und dem nachösterlichen christlichen Glauben (Jesus-Kerygma). Marxsen formulierte in seinen Lehrveranstaltungen sinngemäß stets: „Ostern bedeutet, dass der am Kreuz ‚gescheiterte‘ Glaube neu gewagt wurde“, wobei er die Inhalte des nachösterlichen Glaubens als im Prinzip die gleichen sah wie diejenigen zur Zeit des Lebens und Wirkens Jesu. Er bezeichnete die Auferstehung Jesu als „Widerfahrnis des Sehens“ gegenüber seinen Jüngern und als ein „zeitbedingtes Interpretament“.

## Hauptwerke
- Die Einsetzungsberichte zum Abendmahl, Dissertation, Selbstanzeige erfolgte 1952, erschienen im Selbstverlag, Kiel
- Der Evangelist Markus. Studien zur Redaktionsgeschichte des Evangeliums, Göttingen 1956
- Exegese und Verkündigung. Zwei Vorträge. (= Theologische Existenz heute. Neue Folge. Heft 59.) Chr. Kaiser Verlag, München 1957.
- Der „Frühkatholizismus“ im Neuen Testament, Neukirchen-Vluyn 1958
- Anfangsprobleme der Christologie, Gütersloh 1960
- Das Abendmahl als christologisches Problem, Gütersloh 1963
- Einleitung in das Neue Testament. Eine Einführung in ihre Probleme, Gütersloh 1963
- Die Auferstehung Jesu als historisches und als theologisches Problem, Gütersloh 1964
- Der Streit um die Bibel, Gladbeck 1965
- Das Neue Testament als Buch der Kirche, Gütersloh 1966
- Der Exeget als Theologe. Vorträge zum Neuen Testament, Gütersloh 1968
- Die Auferstehung Jesu von Nazareth, Gütersloh 1968
- Darf man kleine Kinder taufen? Eine falsche Fragestellung, Gütersloh 1969
- Predigten, Gütersloh 1969
- Die Sache Jesu geht weiter, Gütersloh 1976
- Christologie – praktisch, Gütersloh 1978
- Einleitung in das Neue Testament. Eine Einführung in ihre Probleme, 4., völlig neu bearbeitete Auflage, Gütersloh 1978
- Der 1. Thessalonicherbrief, Zürich 1979
- Predigten mit neutestamentlichen Texten, Gütersloh 1980
- Der 2. Thessalonicherbrief, Zürich 1982
- „Christliche“ und christliche Ethik im Neuen Testament, Gütersloh 1989
- Jesus and Easter. Did God Raise the Historical Jesus from the Dead?, Nashville, 1990
- Jesus and the Church. The Beginnings of Christianity, Philadelphia 1992